# M75 (Mashreq)
De M75 is een primaire noord-zuidroute in het Internationaal wegennetwerk van de Arabische Mashreq, die door de Egyptische Nijlvallei loopt. De weg begint in Alexandrië en loopt daarna via Caïro en Qina naar de Soedanese grens bij Arqine.
M5 · 
M7 · 
M9 · 
M10 · 
M15 · 
M20 · 
M25 · 
M30 · 
M35 · 
M40 · 
M45 · 
M47 · 
M50 · 
M51 · 
M55 · 
M60 · 
M65 · 
M67 · 
M70 · 
M75 · 
M80 · 
M90 · 
M100